# Clossiana orphanus
Clossiana orphanus är en fjärilsart som beskrevs av Hans Fruhstorfer 1907. Clossiana orphanus ingår i släktet Clossiana och familjen praktfjärilar. Inga underarter finns listade i Catalogue of Life.